# Венець (Старозагорська область)
Вене́ць (болг. Венец) — село в Старозагорській області Болгарії. Входить до складу общини Опан.

## Населення
За даними перепису населення 2011 року у селі проживали 102 особи.
Національний склад населення села:
| Національність   | Кількість осіб | Відсоток |
| ---------------- | -------------- | -------- |
| болгари          | 81             | 81,0%    |
| цигани           | 18             | 18,0%    |
| Всього відповіли | 100            |          |

Розподіл населення за віком у 2011 році:
Динаміка населення: